# Thomaston (Maine)
Thomaston è un comune degli Stati Uniti d'America, situato nello Stato del Maine, nella contea di Knox.